# Rajd Wybrzeża Kości Słoniowej 1987
Rajd Wybrzeża Kości Słoniowej 1987 (19. Rallye Côte d’Ivoire) – 19 Rajd Wybrzeża Kości Słoniowej rozgrywany na Wybrzeżu Kości Słoniowej w dniach 22-26 września. Była to jedenasta runda Rajdowych Mistrzostw Świata w roku 1987. Rajd został rozegrany na nawierzchni szutrowej. Bazą rajdu było miasto Abidżan.

## Wyniki końcowe rajdu[1]
| Msc. | Kierowca          | Pilot                     | Samochód                 | Czas     | Strata    | Grupa | Punkty |
| ---- | ----------------- | ------------------------- | ------------------------ | -------- | --------- | ----- | ------ |
| 1    | Kenneth Eriksson  | Peter Diekmann            | Volkswagen Golf GTI 16V  | 48:57    | 0.0       | A7    | 20     |
| 2.   | Shekhar Mehta     | Rob Combes                | Nissan 200SX             | 1:09.18  | +20:21    | A8    | 15     |
| 3.   | Erwin Weber       | Matthias Feltz            | Volkswagen Golf GTI 16V  | 2:05.56  | +1:16.59  | A7    | 12     |
| 4.   | Patrick Tauziac   | Claude Papin              | Mitsubishi Starion Turbo | 5:38.53  | +4:49.56  | A8    | 10     |
| 5.   | Patrick Copetti   | Jean-Michel Dionneau      | Toyota Corolla GT        | 6:53.38  | +6:04.41  | A6    | 8      |
| 6.   | Adolphe Choteau   | Jean-Pierre Van de Wauwer | Toyota Corolla GT        | 7:57.16  | +7:08.19  | A6    | 6      |
| 7.   | Martial Yacé      | Jean-Paul Yacé            | Mitsubishi Starion Turbo | 11:01.43 | +10:12.46 | A8    | 4      |
| 8.   | Alessandro Molino | Nicola Albanese           | Lancia Delta HF 4WD      | 15:21.19 | +14:33.22 | A8    | 3      |
| 9.   | Fredrik Donner    | Cedric Wrede              | Subaru RX Turbo          | 15:35.39 | +14:45.42 | N4    | 2      |
| 10.  | Lambert Kouame    | Koffy Kouame              | Toyota Celica GT         | 21:43.04 | +20:54.07 | A7    | 1      |

## Klasyfikacja po 11 rundach
Tabele przedstawiają tylko pięć pierwszych miejsc.

### Kierowcy
| Lp. | Kierowca         | Pkt |
| --- | ---------------- | --- |
| 1   | Markku Alén      | 80  |
| 2   | Juha Kankkunen   | 80  |
| 3   | Miki Biasion     | 74  |
| 4   | Kenneth Eriksson | 68  |
| 5   | Erwin Weber      | 44  |

### Producenci
| Lp. | Producent  | Pkt |
| --- | ---------- | --- |
| 1   | Lancia     | 137 |
| 2   | Audi       | 74  |
| 3   | Volkswagen | 62  |
| 4   | Renault    | 57  |
| 5   | Mazda      | 52  |